# リーガ・エスパニョーラ2000-2001
この項目ではリーガ・エスパニョーラ2000-2001について述べる。これは、第70シーズンにあたり、2000年9月9日から2001年6月17日の期間に行われた。優勝チームは、レアル・マドリードで、28回目の獲得となった。

## 2000-2001年シーズンの参加クラブ
2000-2001年シーズンのリーガ・エスパニョーラのクラブは以下の20クラブである。このうちUDラス・パルマス、CAオサスナ、ビジャレアルCFが前シーズンのセグンダ・ディビシオンから昇格した。
- 全シーズンにセビージャFCとレアル・ベティスがセグンダ・ディビシオンに降格したことで、アンダルシア州にホームタウンを置くクラブがマラガCFのみであった。アンダルシア州からの出場チームが1チームだけのシーズンはリーグ開幕後初めて。
- ビジャレアルCFは1998-99シーズンぶり2度目のリーガ・エスパニョーラ挑戦である。

## 特徴
このシーズンでは、２大クラブのオーナーの交代が特筆される。レアル・マドリードでは、それまでの、ロレンソ・サンツに替わり、フロレンティノ・ペレスが就任した。彼は、マドリード市の北部、チャマルティンにあった練習基地を売却し、現在のヴァルデベバに移した。
また、FCバルセロナでは、ホセ・ルイス・ヌニェスが、22年の後に引退した。この位置は、前者の副会長の１人であったジョアン・ガスパールと、ルイス・バサットの間で問われたが、会員は、前者を選んだ。ガスパールは、監督のルイ・ファン・ハールを解任し、ロレンソ・セラ・フェレールを採用した。
一方、それまで、FCバルセロナにいたルイス・フィーゴが、それまでの最高金額100億ペセタ（6千万ユーロ）、でレアル・マドリードに移籍することになり、物議を醸した。同クラブは、さらに、クロード・マケレレ、セサル・サンチェス・ドミンゲスを加えた。
FCバルセロナでは、マルク・オーフェルマルスを、当時の同クラブとしての最高額４千万ユーロで獲得し、また、エマニュエル・プティを加えた。

## 経過
レアル・マドリードは、前年の勝者であったデポルティーボ・ラ・コルーニャを2位にして、引き離して優勝した。FCバルセロナは振るわず、セラ・フェレール監督は、まもなく解任された。
| チーム名                       | 監督                         | ホームタウン         | ホームスタジアム         | 前年成績        |
| ------------------------------ | ---------------------------- | -------------------- | ------------------------ | --------------- |
| ラシン・サンタンデール         | アンドニ・ゴイコエチェア     | サンタンデール       | サルディネーロ           | プリメーラ 15位 |
| レアル・ソシエダ               | ハビエル・クレメンテ         | サン・セバスティアン | アノエタ                 | プリメーラ 13位 |
| レアル・オビエド               | ラドミル・アンティッチ       | オビエド             | カルロス・タルティエレ   | プリメーラ 16位 |
| デポルティーボ・ラ・コルーニャ | ハビエル・イルレタ           | ア・コルーニャ       | リアソール               | プリメーラ 1位  |
| アスレティック・ビルバオ       | チェチュ・ロホ               | ビルバオ             | サン・マメス             | プリメーラ 11位 |
| デポルティーボ・アラベス       | マネ                         | ビトリア＝ガステイス | メンディソローサ         | プリメーラ 6位  |
| CAオサスナ                     | ミゲル・アンヘル・ロティーナ | パンプローナ         | エル・サダル             | セグンダ 2位    |
| セルタ・デ・ビーゴ             | ビクトル・フェルナンデス     | ビーゴ               | バライードス             | プリメーラ 7位  |
| CDヌマンシア                   | パコ・エレーラ               | ソリア               | ロス・パハリートス       | プリメーラ 17位 |
| レアル・サラゴサ               | フアン・マヌエル・リージョ   | サラゴサ             | ロマレーダ               | プリメーラ 4位  |
| レアル・バリャドリード         | フランシスコ・フェラーロ     | バリャドリッド       | ホセ・ソリージャ         | プリメーラ 8位  |
| FCバルセロナ                   | ロレンソ・セラ・フェレール   | バルセロナ           | カンプ・ノウ             | プリメーラ 2位  |
| RCDエスパニョール              | パコ・フローレス             | バルセロナ           | モンジュイック           | プリメーラ 14位 |
| レアル・マドリード             | ビセンテ・デル・ボスケ       | マドリード           | サンティアゴ・ベルナベウ | プリメーラ 5位  |
| ラージョ・バジェカーノ         | ファンデ・ラモス             | マドリード           | バジェカス               | プリメーラ 9位  |
| ビジャレアルCF                 | ビクトル・ムニョス           | デ・ラ・セラミカ     | ヴィラ＝レアル           | セグンダ 3位    |
| RCDマジョルカ                  | ロペス・カロ                 | パルマ・デ・マヨルカ | ソン・モイシュ           | プリメーラ 10位 |
| バレンシアCF                   | エクトル・クーペル           | バレンシア           | メスタージャ             | プリメーラ 3位  |
| マラガCF                       | ホアキン・ペイロ             | マラガ               | ラ・ロサレーダ           | プリメーラ 12位 |
| UDラス・パルマス               | セルギイェ・クレシッチ       | ラス・パルマス       | グラン・カナリア         | セグンダ 1位    |

## 監督交代
| チーム名               | 監督 (節)                                                                                 |
| ---------------------- | ----------------------------------------------------------------------------------------- |
| レアル・サラゴサ       | フアン・マヌエル・リージョ (1-4) ルイス・コスタ (5-38)                                    |
| レアル・ソシエダ       | ハビエル・クレメンテ (1-6) ペリコ・アロンソ (7-16) ジョン・トシャック (17-38)             |
| CDヌマンシア           | パコ・エレーラ (1-11) マリアノ・ガルシア・レモン (12-33) セレスティーノ・バジェホ (34-38) |
| ラシン・サンタンデール | アンドニ・ゴイコエチェア (1-13) グレゴリオ・マンサーノ (14-27) グスタボ・ベニテス (28-38) |
| レアル・バリャドリード | フランシスコ・フェラーロ (1-28) ペペ・モレ (29-38)                                        |
| FCバルセロナ           | ロレンソ・セラ・フェレール (1-31) カルロス・レシャック (32-38)                            |

## 2000-2001年シーズンのリーガ・エスパニョーラのスケジュール
2000年9月9日に開幕し、2001年6月27日に閉幕した。

## 順位表
| 順 | チーム                     | 試 | 勝 | 分 | 敗 | 得 | 失 | 差  | 点  | 出場権または降格                                       |
| -- | -------------------------- | -- | -- | -- | -- | -- | -- | --- | --- | ------------------------------------------------------ |
| 1  | レアル・マドリード (C)     | 38 | 24 | 8  | 6  | 81 | 40 | +41 | 80  | UEFAチャンピオンズリーグ 2001-02グループステージに出場 |
| 2  | デポルティーボ             | 38 | 22 | 7  | 9  | 73 | 44 | +29 | 73  | UEFAチャンピオンズリーグ 2001-02グループステージに出場 |
| 3  | マジョルカ                 | 38 | 20 | 11 | 7  | 61 | 43 | +18 | 71  | UEFAチャンピオンズリーグ 2001-02予選に出場             |
| 4  | バルセロナ                 | 38 | 17 | 12 | 9  | 80 | 57 | +23 | 63  | UEFAチャンピオンズリーグ 2001-02予選に出場             |
| 5  | バレンシア                 | 38 | 18 | 9  | 11 | 55 | 34 | +21 | 63  | UEFAカップ 2001-021回戦に出場                          |
| 6  | セルタ・ビーゴ             | 38 | 16 | 11 | 11 | 51 | 29 | +22 | 59  | UEFAカップ 2001-021回戦に出場                          |
| 7  | ビジャレアル               | 38 | 16 | 9  | 13 | 58 | 52 | +6  | 57  |                                                        |
| 8  | マラガ                     | 38 | 16 | 8  | 14 | 60 | 61 | −1  | 56  |                                                        |
| 9  | エスパニョール             | 38 | 14 | 8  | 16 | 46 | 42 | +4  | 50  |                                                        |
| 10 | アラベス                   | 38 | 14 | 7  | 17 | 58 | 59 | −1  | 49  |                                                        |
| 11 | ラス・パルマス             | 38 | 13 | 7  | 18 | 42 | 62 | −20 | 46  |                                                        |
| 12 | アスレティック・ビルバオ   | 38 | 11 | 10 | 17 | 44 | 60 | −16 | 43  |                                                        |
| 13 | レアル・ソシエダ           | 38 | 11 | 10 | 17 | 52 | 68 | −16 | 43  |                                                        |
| 14 | ラージョ・バジェカーノ     | 38 | 10 | 13 | 15 | 56 | 68 | −12 | 43  |                                                        |
| 15 | オサスナ                   | 38 | 10 | 12 | 16 | 43 | 54 | −11 | 42  |                                                        |
| 16 | バリャドリード             | 38 | 9  | 15 | 14 | 42 | 50 | −8  | 42  |                                                        |
| 17 | サラゴサ                   | 38 | 9  | 15 | 14 | 54 | 57 | −3  | 421 | UEFAカップ 2001-021回戦に出場                          |
| 18 | オビエド (R)               | 38 | 11 | 8  | 19 | 51 | 67 | −16 | 41  | セグンダ・ディビシオン 2001-02へ降格                   |
| 19 | ラシン・サンタンデール (R) | 38 | 10 | 9  | 19 | 48 | 62 | −14 | 39  | セグンダ・ディビシオン 2001-02へ降格                   |
| 20 | ヌマンシア (R)             | 38 | 10 | 9  | 19 | 49 | 64 | −15 | 39  | セグンダ・ディビシオン 2001-02へ降格                   |

最終更新は2022年4月6日の試合終了時
出典: BDFutbol
順位の決定基準: 1. 勝点; 2. 得失点差; 3. 得点数.
1コパ・デル・レイ2001-02で優勝を果たしたため出場権が与えられた。

## ピチーチ賞
最も多く得点を挙げた選手にはピチーチ賞が贈られる。
| 順位 | 選手                       | 所属クラブ                     | 得点数 | PK数 |
| ---- | -------------------------- | ------------------------------ | ------ | ---- |
| 1    | ラウル・ゴンサレス         | レアル・マドリード             | 24     | 0    |
| 2    | リバウド                   | FCバルセロナ                   | 23     | 5    |
| 3    | ハビ・モレノ               | デポルティーボ・アラベス       | 22     | 7    |
| 4    | ディエゴ・トリスタン       | デポルティーボ・ラ・コルーニャ | 19     | 2    |
| 5    | パトリック・クライファート | FCバルセロナ                   | 18     | 0    |
| 6    | フリオ・デリー・バルデス   | マラガCF                       | 17     | 1    |
| 7    | カターニャ                 | セルタ・デ・ビーゴ             | 16     | 0    |
| 7    | ロイ・マカーイ             | デポルティーボ・ラ・コルーニャ | 16     | 0    |
| 9    | オリ                       | レアル・オビエド               | 16     | 1    |
| 10   | グティ                     | レアル・マドリード             | 14     | 0    |
| 10   | イバン・ロサード           | CAオサスナ                     | 14     | 1    |
| 10   | ビクトル・フェルナンデス   | ビジャレアルCF                 | 14     | 1    |

## サモラ賞
平均失点数が最も低いゴールキーパーにはサモラ賞が贈られる。
| 順位 | 選手                         | クラブ                         | 試合 | 失点 | 失点率 |
| ---- | ---------------------------- | ------------------------------ | ---- | ---- | ------ |
| 1    | サンティアゴ・カニサレス     | バレンシアCF                   | 37   | 35   | 0.94   |
| 2    | フランシスコ・モリーナ       | デポルティーボ・ラ・コルーニャ | 32   | 31   | 0.96   |
| 3    | フアン・ルイス・モラ         | RCDエスパニョール              | 35   | 36   | 1.02   |
| 4    | イケル・カシージャス         | レアル・マドリード             | 34   | 37   | 1.09   |
| 5    | ハビエル・ロペス・バジェホ   | ビジャレアルCF                 | 36   | 51   | 1.42   |
| 6    | ナチョ・ゴンザレス           | UDラス・パルマス               | 30   | 43   | 1.43   |
| 7    | ヌーノ・エスピーリト・サント | CAオサスナ                     | 33   | 49   | 1.48   |
| 8    | マルティン・エレーラ         | デポルティーボ・アラベス       | 35   | 53   | 1.51   |
| 9    | フアンミ                     | レアル・サラゴサ               | 35   | 54   | 1.54   |
| 9    | イニャキ・ラフエンテ         | アスレティック・ビルバオ       | 35   | 54   | 1.54   |